# The Man (Aloe Blacc)
The Man is een nummer van de Amerikaanse zanger Aloe Blacc uit 2014. Het is de tweede single van zijn derde studioalbum Lift Your Spirit.
Op de credits van "The Man" staan, naast Aloe Blacc zelf, ook Elton John en Bernie Taupin vermeld. In het refrein van het nummer komt namelijk de zin "You can tell everybody" voor. Ook in Your Song van Elton John komt deze tekst voor.
Het vrolijke nummer is toe nu toe de grootste hit die Aloe Blacc heeft gehad. In de Amerikaanse Billboard Hot 100 haalde het de 8e positie. In de Nederlandse Top 40 haalde het nummer de 10e positie, en in de Vlaamse Ultratop 50 een bescheiden 29e notering.